# إيفيلين دانزيغ هاس
إيفيلين دانزيغ هاس (بالإنجليزية: Evelyn Danzig Haas) هي فاعلة خير أمريكية، ولدت في 1917، وتوفيت في 3 فبراير 2010.